# Gira Angola
Die Gira Angola ist die zweithöchste Spielklasse im angolanischen Fußball. Die Liga wird umgangssprachlich auch Segundona genannt.

## Geschichte
Die zweithöchste Spielklasse als landesweiter Wettbewerb wurde erstmals 1995 ausgetragen. Dabei treten Mannschaften, die sich über regionale Meisterschaften qualifiziert haben, in einer überregionalen Serie an, um die Aufsteiger zur ersten angolanischen Liga, der Girabola zu ermitteln.
Anfangs spielten insgesamt 18 Mannschaften aufgeteilt in drei Staffeln, in den folgenden Jahren variierte teilweise die Anzahl. 2010 bis 2012 wurde und erneut seit 2015 wird nur noch in zwei Staffeln gespielt. Die Anzahl der teilnehmenden Mannschaften schwankte jeweils, auch weil einige Mannschaften trotz sportlicher Qualifikation von einer Teilnahme absahen. Seit 2011 werden nicht nur die Aufsteiger zur ersten Liga ermittelt, sondern am Ende der Play-offs auch der Zweitligameister. Erster Titelträger war der Sporting Clube Petróleos de Cabinda, der nach dem sofortigen Wiederabstieg 2013 erneut den Titel gewann und wieder in die Girabola aufstieg.